# Chiesa di San Michele Arcangelo (Capolona)
La chiesa di San Michele Arcangelo è un edificio sacro di Capolona che si trova in località Castelluccio.

## Storia e descrizione
Conosciuta nel Trecento con il nome di Sant'Angelo in Fabriciano, venne unita nel 1770 alla pieve di Santa Maria Maddalena a Sietina. Venne ricostruita completamente nella seconda metà dell'Ottocento. Sul fianco destro si erge la torre campanaria con orologio che sostituisce un più antico campanile a vela.
L'interno ad una navata, conserva un gruppo ligneo raffigurante la Madonna col il Bambino, ridipinta pesantemente e forse proveniente dalla vicina abbazia di Capolona. La scultura è circondata da una serie di 15 formelle dipinte con i Misteri del Rosario di ambito vasariano della seconda metà del Cinquecento.